# Pakotitanops
Pakotitanops es un género extinto de los brontoterios, mamíferos placentarios.
Sólo se conoce una especie, Pakotitanops latidentatus. Sólo se conoce por unos pocos fragmentos de dientes de la mitad del Eoceno, en la formación Kuldana, en Pakistán.
Debido a que esta especie es conocida sólo de unos pocos fragmentos de dientes, es difícil compararla con otras especies para determinar si se trata efectivamente de una especie diferente, y con qué otras especies está estrechamente relacionado.
Otros brontoterios de Pakistán incluyen Eotitanops dayi y Mulkrajanops moghliensis. Pakotitanops es más grande que cualquiera de estas dos especies. Los fragmentos dentales son más similares en tamaño y forma a Dolichorhinus, un brontoterio de América del Norte que vivió en el Eoceno Medio.